# 卢沃蒙-科特迪普瓦夫尔
卢沃蒙-科特迪普瓦夫尔（法語：Louvemont-Côte-du-Poivre，法語發音：[luvmɔ̃ kot dy pwavʁ]）是法国默兹省的一个市镇，位于该省中北部，属于凡尔登区。该市镇总面积8.25平方公里，2021年时的人口为0人，是默兹省第一次世界大战期间被摧毁的九个村庄之一。

## 地名
“科特迪普瓦夫尔”（Côte-du-Poivre）意为“胡椒之坡地”。

## 地理
卢沃蒙-科特迪普瓦夫尔（49°14'16"N, 5°23'54"E）面积8.25 平方千米，位于法国大東部大區默兹省，该省份为法国西北部内陆省份，北与比利时接壤，西接马恩省和阿登省，南至上马恩省和孚日省，东临默尔特-摩泽尔省。
与卢沃蒙-科特迪普瓦夫尔接壤的市镇（或旧市镇、城区）包括：凡尔登地区博蒙、默兹河畔布拉、尚讷维尔、奥尔讷、瓦什罗维尔、杜欧蒙-沃。
卢沃蒙-科特迪普瓦夫尔的时区为UTC+01:00、UTC+02:00（夏令时）。

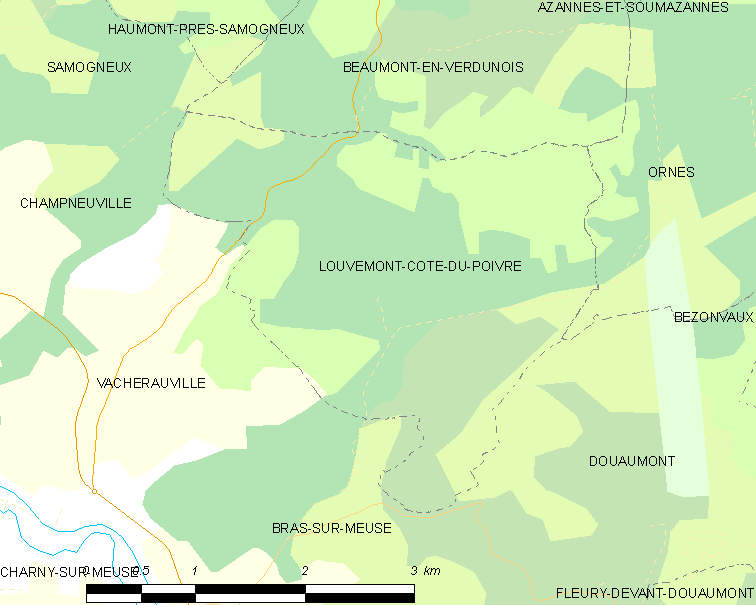
卢沃蒙-科特迪普瓦夫尔的OSM定位图

## 行政
卢沃蒙-科特迪普瓦夫尔的邮政编码为55100，INSEE市镇编码为55307。

## 政治
卢沃蒙-科特迪普瓦夫尔所属的省级选区为默兹河畔贝尔维尔县。

## 人口
卢沃蒙-科特迪普瓦夫尔于2022年1月1日时的人口数量为0人。

1962-2008年间卢沃蒙-科特迪普瓦夫尔人口变化图示